# Giannina Braschi
Giannina Braschi   (San Juan, 5 de febrer de 1953) és una escriptora porto-riquenya. És autora del clàssic postmodern "El imperio de los sueños", la novel·la bilingüe ”Yo-Yo Boing!" i la declaració d'independència titulada “Estados Unidos de Banana”. Segons la Biblioteca del Congrés dels EUA, Braschi és "una de les veus més revolucionàries en la literatura llatinoamericana.” Es caracteritza per la seva fantasia revolucionària i les seves renovacions lingüístiques i estructurals. La seva obra, escrita en tres idiomes -espanyol, spanglish, i anglès- expressa el procés cultural de gairebé 50 milions d'hispans als EUA. Amb els tres idiomes Braschi explora les opcions polítiques de Puerto Rico—nació, colònia, i estat o en les paraules de l'autora "wishy, wishy- washy, y washy." En el seu llibre “United States of Banana”, Braschi descriu l'opció “wishy” com la independència de Puerto Rico, l'opció “wishy-washy” com l'Estat Lliure Associat, i la possibilitat “washy” com la estaditat que convertiria la zona en l'estat 51 dels Estats Units. Segons The Daily News, l'obra de Giannina Braschi és «una intensa afirmació de la vitalitat de la cultura llatina als Estats Units».